# Lekkoatletyka na Letnich Igrzyskach Olimpijskich 2012 – bieg na 5000 m kobiet
Bieg na 5000 metrów kobiet – jedna z konkurencji lekkoatletycznych rozgrywanych podczas igrzysk olimpijskich w Londynie. 
Obrończynią tytułu mistrzowskiego z 2008 roku była Etiopka Tirunesh Dibaba, która w Londynie zdobyła brązowy medal. 
Ustalone przez International Association of Athletics Federations minima kwalifikacyjne do igrzysk wynosiły 15:20,00 (minimum A) oraz 15:30,00 (minimum B).
Eliminacje biegu na 5000 metrów kobiet odbyły się 7 sierpnia, finał miał miejsce w piątek 10 sierpnia.

## Rekordy
| Rekord świata             | Tirunesh Dibaba  | 14:11,15 | Oslo   | 6 czerwca 2008   |
| Rekord olimpijski         | Gabriela Szabó   | 14:40,79 | Sydney | 25 września 2000 |
| Liderka tabel sezonu 2012 | Vivian Cheruiyot | 14:35,62 | Rzym   | 31 maja 2012     |

## Rezultaty

### Eliminacje

#### Bieg 1
| Poz | Zawodniczka               | Reprezentacja     | Czas     | Uwagi |
| --- | ------------------------- | ----------------- | -------- | ----- |
| 1   | Tirunesh Dibaba           | Etiopia           | 14:58.48 | Q     |
| 2   | Meseret Defar             | Etiopia           | 14:58.70 | Q     |
| 3   | Viola Jelagat Kibiwot     | Kenia             | 14:59.31 | Q     |
| 4   | Olga Gołowkina            | Rosja             | 15:05.26 | Q, PB |
| 5   | Julie Culley              | Stany Zjednoczone | 15:05.38 | Q, PB |
| 6   | Tejitu Daba               | Bahrajn           | 15:05.59 | q, PB |
| 7   | Silvia Weissteiner        | Włochy            | 15:06.81 | SB    |
| 8   | Kayoko Fukushi            | Japonia           | 15:09.31 | SB    |
| 9   | Barbara Parker            | Wielka Brytania   | 15:12.81 | PB    |
| 10  | Fionnuala Britton         | Irlandia          | 15:12.97 | PB    |
| 11  | Ludmyła Kowałenko         | Ukraina           | 15:18.60 |       |
| 12  | Judith Plá                | Hiszpania         | 15:20.39 | PB    |
| 13  | Karoline Bjerkeli Grøvdal | Norwegia          | 15:24.86 | PB    |
| 14  | Dudu Karakaya             | Turcja            | 15:28.32 |       |
| 15  | Eloise Wellings           | Australia         | 15:35.53 |       |
| 16  | Sandra López              | Meksyk            | 15:55.16 |       |
| -   | Nadia Noujani             | Maroko            | DNF      |       |
| -   | Sara Moreira              | Portugalia        | DNS      |       |

#### Bieg 2
| Poz | Zawodniczka             | Reprezentacja     | Czas     | Uwagi |
| --- | ----------------------- | ----------------- | -------- | ----- |
| 1   | Gelete Burka            | Etiopia           | 15:01.44 | Q     |
| 2   | Vivian Cheruiyot        | Kenia             | 15:01.54 | Q     |
| 3   | Sally Jepkosgei Kipyego | Kenia             | 15:01.87 | Q     |
| 4   | Julia Bleasdale         | Wielka Brytania   | 15:02.00 | Q, PB |
| 5   | Molly Huddle            | Stany Zjednoczone | 15:02.26 | Q, SB |
| 6   | Jelena Nagowicyna       | Rosja             | 15:02.80 | q, PB |
| 7   | Joanne Pavey            | Wielka Brytania   | 15:02.84 | q, SB |
| 8   | Shitaye Eshete          | Bahrajn           | 15:05.48 | q, PB |
| 9   | Elena Romagnolo         | Włochy            | 15:06.38 | q, PB |
| 10  | Hitomi Niiya            | Japonia           | 15:10.20 | PB    |
| 11  | Almensch Belete         | Belgia            | 15:10.24 | SB    |
| 12  | Kim Conley              | Stany Zjednoczone | 15:14.48 | PB    |
| 13  | Mika Yoshikawa          | Japonia           | 15:16.77 | PB    |
| 14  | Nadia Ejjafini          | Włochy            | 15:24.70 |       |
| 15  | Sheila Reid             | Kanada            | 15:27.41 |       |
| 16  | Zakia Mrisho            | Tanzania          | 15:39.58 |       |
| 17  | Layeş Abdullayeva       | Azerbejdżan       | 15:45.69 |       |
| 18  | Roxana Elisabeta Birca  | Rumunia           | 16:01.04 |       |

### Finał
| Poz. | Zawodniczka             | Reprezentacja     | Czas     | Uwagi |
| ---- | ----------------------- | ----------------- | -------- | ----- |
|      | Meseret Defar           | Etiopia           | 15:04.25 |       |
|      | Vivian Cheruiyot        | Kenia             | 15:04.73 |       |
|      | Tirunesh Dibaba         | Etiopia           | 15:05.15 |       |
| 4    | Sally Jepkosgei Kipyego | Kenia             | 15:05.79 |       |
| 5    | Gelete Burka            | Etiopia           | 15:10.66 |       |
| 6    | Viola Kibiwot           | Kenia             | 15:11.59 |       |
| 7    | Joanne Pavey            | Wielka Brytania   | 15:12.72 |       |
| 8    | Julia Bleasdale         | Wielka Brytania   | 15:14.55 |       |
| 9    | Olga Gołowkina          | Rosja             | 15:17.88 |       |
| 10   | Shitaye Eshete          | Bahrajn           | 15:19.13 |       |
| 11   | Molly Huddle            | Stany Zjednoczone | 15:20.29 |       |
| 12   | Tejitu Daba             | Bahrajn           | 15:21.34 |       |
| 13   | Jelena Nagowicyna       | Rosja             | 15:21.38 |       |
| 14   | Julie Culley            | Stany Zjednoczone | 15:28.22 |       |
| 15   | Elena Romagnolo         | Włochy            | 15:35.69 |       |